# 프레쥐스 나쿨마
프레쥐스 니김베 나쿨마(Préjuce Niguimbe Nakoulma, 1987년 4월 21일 ~ )는 부르키나파소의 축구 선수로 포지션은 미드필더이다.

## 수상

### 국가대표팀
부르키나파소
- 아프리카 네이션스컵 : 준우승 (2013), 3위 (2017)